# Заболочені ліси Західного Конго
Заболочені ліси Західного Конго (ідентифікатор WWF: AT0129) — афротропічний екорегіон тропічних та субтропічних вологих широколистяних лісів, розташований в Центральній Африці, на території Республіки Конго та Демократичної Республіки Конго, а також на кордоні Центральноафриканської Республіки. Разом із прилеглими заболоченими лісами Східного Конго цей екорегіон утворює одну з найбільших безперервних ділянок прісноводних заболочених лісів у світі. Екорегіон представлений затоплюваним лісом з високим наметом, густим підліском та мулистою підстилкою. Він зазнав незначного зовнішнього впливу і залишається переважно незайманим.

## Географія
Екорегіон заболочених лісів Західного Конго простягається на 1200 км вздовж правого берега Конго, від міста Болобо на південному заході до міста Янгамбі на сході. Основна частина екорегіону розташована на заході, а його східна частина представлена тонкою смугою вздовж річки. Висота регіону коливається від 258 до 497 м над рівнем моря, його середня висота становить 338 м над рівнем моря. В регіоні переважають насичені водою глеєві ґрунти. Густота населення невелика, більшість мешканців екорегіону мешкає в долинах річок, де займаються полюванням та рибальством.
Річка Конго відділяє заболочені ліси Західного Конго від заболочених лісів Східного Конго. В деяких місцях ширина цієї річки сягає 15 км. В ній зустрічаються численні алювіальні острови. Заболочені ліси екорегіону також поширені в долинах приток Конго, зокрема в долині його найбільшої притоки Убангі, яка перетинає центральну частину регіону з півночі на південь, а також в долинах річок Лікуала-Муссака, Сангха, Лікуала-о-Ерб та Кую. На північному заході екорегіон переходить у рівнинні ліси Північно-Західного Конго, а на сході — у рівнинні ліси Північно-Східного Конго.

## Клімат
В межах екорегіону переважає екваторіальний клімат (Af за класифікацією кліматів Кеппена) або мусонний клімат (Am за класифікацією Кеппена). Середньорічна кількість опадів становить близько 1800 мм, більшість з яких випадає протягом сезону дощів, який триває з серпня по лютий. Середньорічна максимальна температура становить близько 30 °C, а середньорічна мінімальна температура — 21-24 °C. Добова амплітуда коливання температури часто перевищує річну. Вологість висока протягом всього року. Під час сезону дощів ліси регіону періодично затоплюються на глибину 0,5-1 м, а під час сухого сезону рівень води спадає.

## Флора
Основними рослинними угрупованнями екорегіону є заболочені ліси, більш сухі ліси, що ростуть на підвищеннях, затоплювані луки та відкриті водно-болотні угіддя. Сезонні повені є характерною рисою заплав Конго та його приток. Вони визначають структуру лісів та розподіл видів рослин у цій місцевості.
В заболочених лісах ростуть бубінгові дерева (Guibourtia demeusei), кулясті симфонії (Symphonia globulifera), болотяні ентандрофрагми (Entandrophragma palustre), уапаки Едело (Uapaca heudelotii), фіолетові стеркулії (Sterculia subviolacea), конголезькі альстонії (Alstonia congensis), а також різні види мітрагінових (Mitragyna spp.), манілкарових (Manilkara spp.) та гарцинієвих дерев (Garcinia spp.). На постійно затоплених болотах ростуть моновидові зарості пальм рафій (Raphia spp.), які можуть займати значні площі в межах екорегіону. В більш сухих лісах, що ростуть на підвищеннях, переважають лімбалієві дерева (Gilbertiodendron dewevrei), а також ростуть різноманітні ліани. На відкритих ділянках ростуть пурпурові болотяні орхідеї (Eulophia horsfallii), а на берегах річок часто зустрічається марантохлоя (Marantochloa spp.).

## Фауна
Серед поширених в екорегіоні ссавців слід відзначити західних рівнинних горил (Gorilla gorilla gorilla), центральних шимпанзе (Pan troglodytes troglodytes), африканських лісових буйволів (Syncerus caffer nanus) та лісових слонів (Loxodonta cyclotis). Річка Конго слугує біогеографічною межею для багатьох видів, найяскравіші приклади яких можна знайти серед приматів. На правому березі цієї річки зустрічаються чубаті мавпи (Cercopithecus pogonias), вусаті мавпи (Cercopithecus cephus), спритні мангабі (Cercocebus agilis), гривасті мангабі (Lophocebus albigena), східні герези (Colobus guereza), центральноафриканські потто (Perodicticus edwardsi) та золоті ангвантібо (Arctocebus aureus). Галаго Демідова (Galagoides demidovii) та болотяні мартишки (Allenopithecus nigroviridis) зустрічаються по обидва боки річки.
Серед майже ендемічних птахів, поширених в регіоні, слід відзначити червонооких попецухів (Pseudochelidon eurystomina) та заїрських ластівок (Riparia congica). Ендеміком регіону є річкова жаба Гіоргі (Phrynobatrachus giorgii). Серед поширених в регіоні плазунів слід відзначити сірого хамелеона (Trioceros chapini).
Загалом видове різноманіття та рівень ендемізму екорегіону відносно низькі, що, однак, може пояснюватися недослідженістю регіону. Під час останнього льодовикового періоду ліси екорегіону слугували рефугіумом для лісової флори і фауни, оскільки значна частина тропічних лісів Центральної Африки в ті часи перетворилася на рідколісся та савани.

## Збереження
Оцінка 2017 року показала, що 52 662 км², або 41 % екорегіону, є заповідними територіями. Природоохоронні території включають: Фауністичний заповідник Лефіні, Громадський заповідник озера Теле та Національний парк Нтоку-Пікунда в Республіці Конго, а також Природний заповідник Нгірі та Біосферний заповідник Янгамбі в Демократичній Республці Конго. Також в екорегіоні розташовані сім Рамсарських водно-болотних угідь. 